# هوارد تایلر
هوارد تایلر (انگلیسی: Howard Tayler؛ زادهٔ ۲۹ فوریهٔ ۱۹۶۸ در فلوریدا) نویسنده و کارتونیست اهل ایالات متحده آمریکا و خالق وب‌کامیک مزدور بنجل است.
او مدرکی در آهنگسازی از دانشگاه بریگم یانگ دارد و پیشتر به عنوان میسیونر داوطلب برای کلیسای عیسی مسیح قدیسان آخرالزمان کار کرده‌است. تایلر کار بر روی وب‌کامیکش را زمانی که کارمند نوول بود آغاز کرد و پس از موفقیت در آن از شغلش در نوول کناره گرفت تا تمام‌وقت به کار بر روی وب‌کامیک بپردازد. او همچنین برندهٔ جوایزی همچون جایزه هوگو شده‌است.
تایلر به همراه براندون ساندرسون، دن ولز، و مری رابینت کوال یکی از تهیه‌کنندگان پادکست هفتگی بهانه‌های نوشتن است. این پادکست در سال‌های ۲۰۱۱ و ۲۰۱۲ نامزد جایزهٔ هوگو شده بود و در سال ۲۰۱۳ آن جایزه را برد.